# Notarius biffi
Notarius biffi är en fiskart som beskrevs av Betancur-r. och Acero P. 2004. Notarius biffi ingår i släktet Notarius och familjen Ariidae. IUCN kategoriserar arten globalt som livskraftig. Inga underarter finns listade i Catalogue of Life.